# Canthidium puncticolle
Canthidium puncticolle là một loài bọ cánh cứng trong họ Bọ hung (Scarabaeidae).